# 요니P
요니P(1978년 ~)는 대한민국의 패션디자이너다.

## 방송
- 스타일 매거진 (2010~2012)
- 골든 12 (2012)
- 골 때리는 그녀들 (2021~)

## 공연
- 청춘페스티벌 2014 (2014)

## 도서
- 스티브 & 요니’s 디자인 스튜디오(패션 디자이너 스티브J & 요니P 솔직담백 디자인 스토리) (2011)